# Chapelle Saint-Fiacre de Melrand
La chapelle de Saint-Fiacre est un édifice religieux de culte catholique situé au lieu-dit Saint-Fiacre, sur la commune de Melrand dans le Morbihan.

## Historique
La chapelle Saint-Fiacre a été édifiée vers 1460 après le mariage de Marie de Bretagne et de Pierre de Rohan. 
La chapelle et la fontaine font l’objet d’un classement au titre des monuments historiques depuis le 1er septembre 2003.

## Description
Le grand vaisseau ne possède ni de bas-côtés ni de transept. Le chevet de la chapelle est plat. Le mur nord du chœur conserve les vestiges d´une peinture murale consacrée à la vie de saint Fiacre. Le jubé habille et délimite le grand volume du chœur. Un retable a été rajouté contre la maîtresse-vitre au XVIIe siècle.

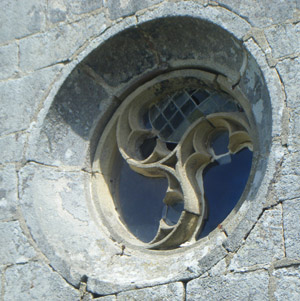
Oculus.
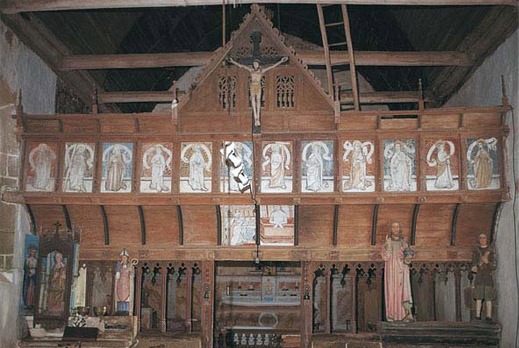
Jubé de la chapelle.